# Vento del Sud (film)
Vento del Sud è un film del 1959 diretto da Enzo Provenzale.

## Trama
Antonio, un giovane operaio siciliano appena rientrato dal servizio militare, che lavora nelle saline trapanesi, dopo aver appreso della morte del padre ufficialmente avvenuta in circostanze misteriose, ma in realtà a causa di un regolamento di conti (dopo essere stato legato e stordito viene investito da un trattore), è incaricato dalla mafia di eseguire l'omicidio di un nobile del luogo, il marchese Macrì. Il pretesto è un guasto alla centralina elettrica che fornisce luce alla villa; mentre la ripara, gli viene fornito un fucile e, quando il marchese compie la consueta passeggiata serale, si apposta per adempiere al suo compito, ma all'ultimo momento viene preso da scrupoli di coscienza e non spara.
Dopo aver distrutto l'arma, conosce la figlia del marchese, Grazia, che vuole sfuggire all'atmosfera opprimente della casa; sua sorella Deodata, dopo avere letto furtivamente il suo diario, la accusa apertamente di averle soffiato il fidanzato col quale era in procinto di sposarsi. Entrambi fuggono a Palermo, e Antonio si presenta al suo padrino con l'intenzione di sistemarsi, mentre Grazia si sistema presso una coppia di baroni suoi cugini.
Le notizie dello sgarro compiuto da lui e il matrimonio mancato di Deodata raggiungono presto le orecchie degli interessati. Pertanto, cercano di prendere una nave per arrivare alla penisola, ma per alcune circostanze non riescono nell'intento. Grazia si innamora di Antonio, e passano la notte insieme in una pensione di second'ordine. Il mattino seguente il giovane viene presto scoperto dai sicari e, per non rivelare alla ragazza di essere implicato nella losca vicenda, è costretto a dirle una bugia (che non le vuole bene) e la lascia da sola.
Deodata, avvisata dal barone, arriva in città decisa a riportare Grazia indietro per paura di compromettersi in uno scandalo ma lei, rimasta in sottoveste e distrutta dal dolore di essere stata abbandonata, decide di suicidarsi gettandosi giù dalla tromba delle scale della pensione. Quando Antonio viene a sapere dell'accaduto, accusa apertamente i suoi persecutori della morte della ragazza ma viene ucciso con alcuni colpi di pistola nel mezzo di una piazza. L'inchiesta viene chiusa frettolosamente: i mandanti risultano ignoti.